# América Futebol Clube (MG)
|  | Aquest article tracta sobre el club de futbol de la ciutat de Belo Horizonte . Vegeu-ne altres significats a «América Futebol Clube». |

L'América Futebol Clube, també conegut com a América Mineiro, és un club de futbol brasiler de la ciutat de Belo Horizonte a l'estat de Minas Gerais.

## Història
El club va ser fundat el 30 d'abril de 1912 amb el nom d'América Foot-Ball Club i colors verd, blanc i negre. El 1913 es fusionà amb el Minas Gerais Futebol Clube. La millor època del club fou entre 1916 i 1925, quan guanyà deu campionats estatals consecutius. L'any 1933, com a protesta per la professionalització del futbol brasiler, canvià els seus colors pel vermell i blanc. El 1936 fou reanomenat América Futebol Clube. El 1943 decidí professionalitzar-se i retornà als antics colors verd, negre i blanc. L'any 1948 guanyà el seu primer campionat estatal com club professional. El 1997 guanyà el seu primer campionat nacional, el campionat brasiler de segona divisió. El seu darrer títol important fou la primera edició de la Copa Sul-Minas, l'any 2000.
El club és conegut per la seva bona tasca en les categories de formació. Els seus grans rivals són el Cruzeiro i el Atlético Mineiro.

## Estadi
El primer estadi de l'América fou inaugurat el 1922. El 27 de maig de 1948 fou inaugurat l'Estadi Otacílio Negrão de Lima, que fou demolit el 1970. L'actual estadi és l'Estádio Independência, anomenat oficialment Raimundo Sampaio, inaugurat el 29 de juny de 1950 i gestionat per l'América des de 1989.

## Jugadors destacats
- Claudinei
- Herminio de Brito
- Euller
- Frederico Chaves Guedes 'Fred'
- Gilberto Silva
- Jair Bala
- Juca Show
- Milagres
- Palhinha
- Satyro Tabuada
- Tostão

## Palmarès
- 1 Campionat brasiler de segona divisió: 1997
- 1 Copa Sul-Minas: 2000
- 15 Campionat mineiro: 1916, 1917, 1918, 1919, 1920, 1921, 1922, 1923, 1924, 1925, 1948, 1957, 1971, 1993, 2001
- 3 Taça Minas Gerais: 1980, 1987, 2005